# Thecla cleon
Thecla cleon är en fjärilsart som beskrevs av Fabricius 1775. Thecla cleon ingår i släktet Thecla och familjen juvelvingar. Inga underarter finns listade i Catalogue of Life.